# 威廉二世 (黑森-萬弗里德-萊因費爾斯)
威廉二世（德語：Wilhelm II.，1671年8月25日—1731年4月1日），黑森-萬弗里德-萊因費爾斯伯爵，黑森-萬弗里德伯爵卡爾的長子。
1719年，威廉二世與普法爾茨-蘇爾茨巴赫伯爵特奧多爾·歐斯塔赫的女兒恩尼絲汀結婚，兩人沒有子女。1731年威廉二世於巴黎去世，由弟弟克里斯蒂安繼位。